# Oryx (website)
Oryx, sau Oryxspioenkop este un site web olandez de analiză militară care utilizează informații cu sursă deschisă (OSINT)  și un grup de cercetare în studiul războiului.  Este condus de Stijn Mitzer și Joost Oliemans.  Ambii au lucrat anterior pentru Bellingcat, cu sediul în Olanda.   Oliemans a lucrat și pentru Janes Information Services, o companie britanică de informații militare open-source. 
Oryx a fost lansat în 2013 și a publicat informații despre Siria .  Mitzer și Oliemans au scris și două cărți despre armata populară coreeană .  Potrivit lui Oryx, termenul spionkop ( afrikaans pentru „dealul spionilor”) „se referă la un loc de unde se pot urmări evenimentele care se desfășoară în întreaga lume”. 
Blogul a câștigat proeminență internațională prin activitatea sa din timpul invaziei ruse a Ucrainei din 2022, in cadrul blogului se ține evidența pierderilor materiale în  baza dovezilor vizuale (în special imagini) și a informațiilor cu sursă deschisă din rețelele sociale.    A fost citat în mod regulat în mass-media la nivel internațională de publicații precum  Reuters,  BBC News,  The Guardian,  The Economist,  Newsweek,  CNN,  și CBS News .  Forbes a numit situl Oryx ca fiind „cea mai de încredere sursă de informare asupra conflictului de până acum”, numind serviciile sale „remarcabile”.    Deoarece raportează doar pierderile confirmate vizual, contabilitatea realizată de Oryx privind pierderile de echipamente reprezintă minimul absolut pentru estimărea pierderilor din cadrul conflictului.  

## linkuri externe
- Site web oficial